# Mateking
A Mateking.hu egy tabletre és telefonra optimalizált 2010-ben indított magyar egyetemi és középiskolai matematikaoktató weboldal. 2019-ben közel százezer felhasználóval Magyarország legnépszerűbb egyetemi e-learning oldala. A honlapon jelenleg több, mint ezer egyetemi és több száz középiskolai tananyag megtalálható.

## Tevékenység
A Mateking létrehozásával az alkotók célja az volt, hogy a matematikát - ami sokaknak bonyolultnak, nehéznek és fárasztónak tűnhet - a weboldal segítségével egyszerűen, gyorsan és kényelmesen lehessen megérteni és megtanulni. Ennek érdekében a mateking.hu új módszertant vezetett be a matematika oktatásba: a diákok a saját tempójukban tanulhatnak egy színes, látványos virtuális térben, ahol vicces magyarázatokon, rövid és könnyen érthető egységeken keresztül értik meg a matematikát.
Az oldalon a középiskolai matematika mellett több egyetemi tantárgy érhető el: Analízis 1, Analízis 2, Analízis 3, a Lineáris algerbra, Valószínűségszámítás, valamint a Diszkrét matematika és a Statisztika. A matekingen található tananyagok  három típusba sorolhatóak: vannak bárki számára elérhető tartalmak, vannak regisztrált felhasználók számára elérhető tartalmak, és vannak csak előfizetéssel elérhető tartalmak.
A mateking az országos sikereinek köszönhetően mára már több oktatási intézménnyel dolgozik együttműködésben. Ennek keretében számos magyar egyetem és középiskola elérhetővé tette diákjai számára a mateking.hu tananyagait. A tantárgyak kialakítása is ennek köszönhetően egyes intézményekkel együttműködésben zajlik. Így a diákok meggyőződhetnek róla, hogy amit a weboldalon tanulnak, biztosan az a tudás, amit később az egyetemen számon kérnek, majd rajtuk.
2018-ban a Mateking, youtube csatornáján indított egy ingyenes érettségi felkészítő kurzust, aminek segítségével bárki felkészülhet 10-20 perces videókon keresztül a matek érettségire, pótvizsgáira.
2019-ben az oldal egyik alapítója, Mosóczi András  a “Mire jó a matek?” című előadássorozattal próbálja ösztönözni a középiskolás diákokat a matematika tanulásra.

## Történet
A weboldal ötlete 2009-ben fogalmazódott meg Mosóczi András fejében, aki egy országszerte mindenki számára elérhető segítséget akart nyújtani a matematikában nehézkesen eligazodó egyetemistáknak.
Elutasítások sora után végül úgy döntött, hogy saját kezébe veszi a projektet, és saját finanszírozással kezdett bele a fejlesztésbe.
Mosóczi András 2010-ben ismerkedett meg Kovács Zoltánnal, akinek segítségével létrehozták az első kezdetleges változatot, amely az év decemberében indult el. Több évnyi béta verzió után 2014-ben három fősre bővült a csapat: Mosóczi András, Kovács Zoltán és Képes Viktor elhatározták hogy elkészítik a mateking angol nyelvű verzióját, és egyúttal a magyar oldalt is jelentősen modernizálják.
Ennek eredményeként 2014 októberében teljesen megújult mateking.hu és elindult a mathxplain.com. A régi több száz tananyagot az új arculathoz alakítva átdolgozták és további több száz új tananyag készült el és került közzétételre.
A Mateking 2015-ben, 2016-ban, 2017-ben, 2018-ban, 2019-ben, 2020-ban és 2021-ben egymás után hétszer is elnyerte az Év Honlapja díjat. Ezzel a mateking.hu rekordot állított az Év Honlapja verseny történetében. 

## Díjak, eredmények
- 2015-ben Év Honlapja díjat kapott Oktatás kategóriában.[5]
- 2016-ban Év Honlapja díjat kapott Oktatás és E-learning kategóriában.[6]
- 2017-ben Év Honlapja díjat kapott E-learning kategóriában.[7]
- 2017-ben közel 55 ezer regisztrált felhasználóval a leglátogatottabb magyar egyetemi e-learning oldal.
- 2018-ban közel 100 ezer regisztrált felhasználóval továbbra is a leglátogatottabb magyar e-learning weboldal.[2]
- 2018-ban Év Honlapja díjat kapott E-learning kategóriában.[8]
- 2019-ben először Abszolút Év Honlapja díjat kapott, valamit Év Honlapja díjat E-learning kategóriában.[9]
- 2020-ban ismét az év Honlapja lett az oldal.
- 2021-ben szintén hetedjére is elnyerték az Év Honlapja díjat.